# Antal Mátyás
Antal Mátyás (Budapest, 1945. július 31. –) Liszt Ferenc- és Bartók–Pásztory-díjas magyar fuvolaművész, karmester.

## Élete, munkássága
Muzsikus családba született, szülei Antal István zongoraművész és Szokolay Dóra zenei rendező. Zongorázni, fuvolázni, nagybőgőzni és ütőhangszereken tanult játszani. Középfokú tanulmányait a Bartók Béla Zeneművészeti Szakközépiskolában végezte fuvola szakon. Ezután a Liszt Ferenc Zeneművészeti Főiskolán tanult tovább, ahol 1970-ben és 1971-ben karnagy és fuvola szakon diplomázott, majd a Brüsszeli Királyi Zeneakadémián karmesteri tanulmányokat folytatott.
Hangszeres munkáját a Magyar Állami Hangversenyzenekarnál 1967-ben kezdte fuvolásként, előbb mint kisegítő, majd 1972-től rendes tagként, amit 1990-ban fejezett be. Zenekari munkája mellett létrehozott egy, a nevét viselő fúvósötöst, amellyel rendszeresen kamarazenélt, és több kortárs művet mutatott be. Zenekari zenész pályafutása mellett hamarosan elindult karmesteri karrierje is. 1974-ben Mura Péter meghívására a Miskolci Szimfonikus Zenekar másodkarmestere lett, majd 1985-től a Székesfehérvári Szimfonikus Zenekarnál dolgozott. 1984-től a Budapesti Kórus kérésére elvállalta az együttes karigazgatói posztját, ezt 2002-ig látta el. 1986-ban az Állami Hangversenyzenekarnál lett betanító karmester, majd 1990-től a Nemzeti Filharmonikusoknál a Nemzeti Énekkar karigazgatója volt, és maradt 2016-ban bekövetkezett nyugdíjba vonulásáig. A posztot Somos Csaba vette át tőle. Közben többször vezényelte a Nemzeti Filharmonikusokat és más hazai és külföldi zenekarokat. 2018-tól 2023-ig a Miskolci Szimfonikus Zenekar művészeti vezetője és vezető karmestere volt. Nyugdíjas éveiben szabadúszó dirigensként működött tovább. Karmesterként szinte minden európai országában megfordult, még Kínában és Japánban is. Közreműködésével több lemez- és CD-felvétel készült (Hungaroton, Naxos, Portugalsom). 
Zenepedagógiai munkássága is jelentős, 1988-tól megszakításokkal a Liszt Ferenc Zeneművészeti Főiskola, illetve Egyetem tanára, de tanított a Bartók Béla Zeneművészeti Szakiskolában és a Szent István Zeneművészeti Szakiskolában is.

## Elismerései
- Liszt Ferenc-díj (1998)
- A Magyar Köztársasági Érdemrend lovagkeresztje (2005)
- Bartók–Pásztory-díj (2015)
- A Magyar Érdemrend tisztikeresztje (2015)
- Príma-díj (2017)
- Artisjus-díj (öt alkalommal)